# Samoczynny wyłącznik nadmiarowy

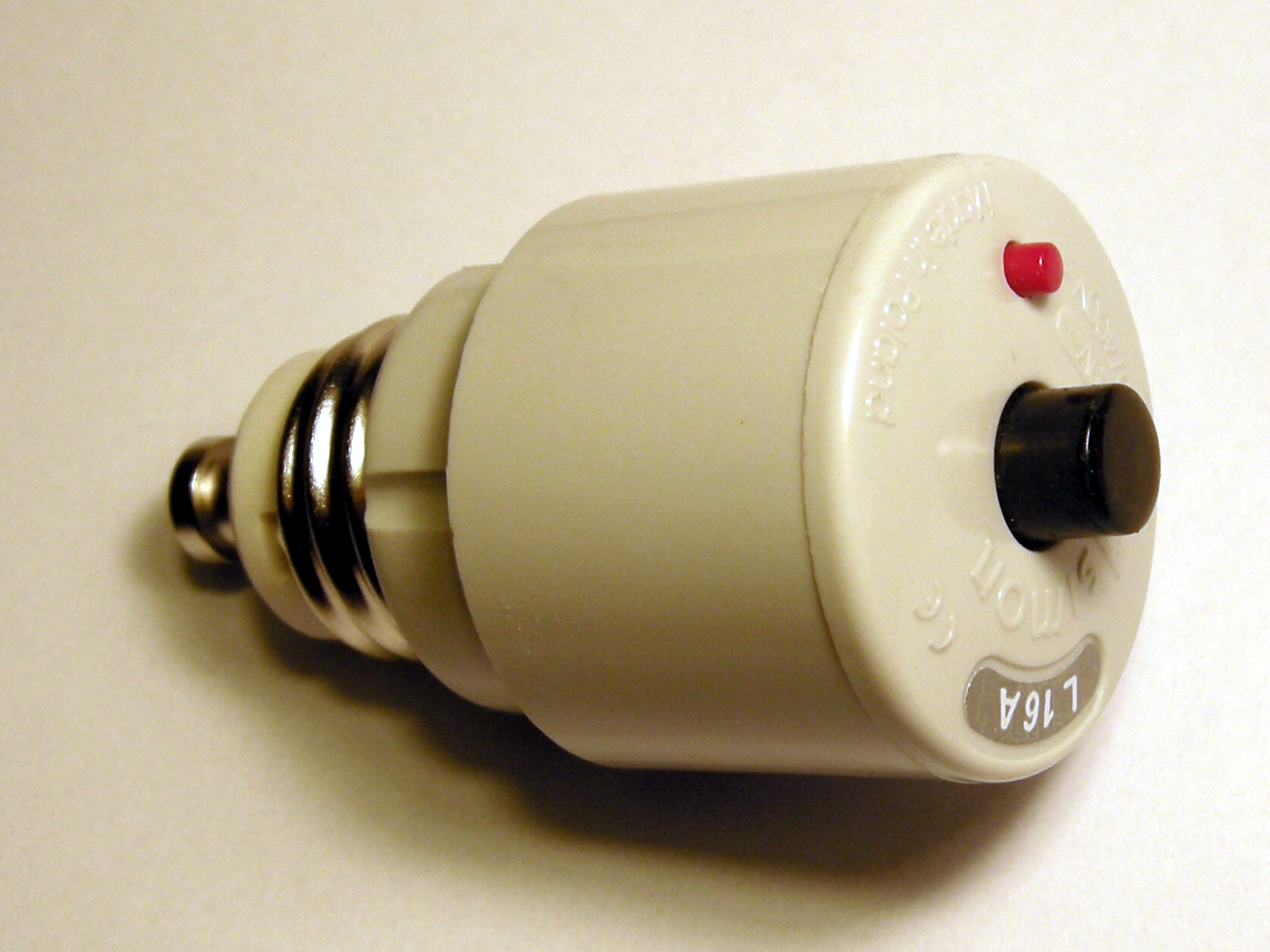
Samoczynny wyłącznik nadmiarowy o wartości 16 A

Samoczynny wyłącznik nadmiarowy (także wkrętkowy wyłącznik instalacyjny, potocznie bezpiecznik automatyczny albo bezpiecznik samoczynny) – rodzaj zabezpieczenia elektrycznego, w którym przez termiczne i mechaniczne zadziałanie elementów następuje przerwanie ciągłości obwodu elektrycznego.
Wyłącznik nadmiarowy jest wkręcany w gniazdo bezpiecznika topikowego o gwincie E27 lub montowany natablicowo. W przeciwieństwie do bezpieczników topikowych, po zadziałaniu wyłącznika nadmiarowego można go ponownie zamknąć.
Urządzenie to składa się najczęściej z dwóch modułów. Pierwszym jest wyzwalacz bimetalowy. Przy przekroczeniu dopuszczalnej wartości prądu w obwodzie, blaszka bimetalowa po nagrzaniu wygina się, powodując otwarcie zestyku, po czym następuje przerwanie obwodu. Czas zadziałania wyzwalacza uzależniony jest od wartości prądu przeciążeniowego - im wyższy prąd, tym mniejszy czas zadziałania. 
W przypadku wystąpienia zwarcia elektromagnes umieszczony wewnątrz wyłącznika zwalnia naciąg sprężyny, która następnie rozwiera styki i przerywa obwód. Działanie to jest natychmiastowe, niezależne od wartości prądu zwarcia.